# Jugador francés del año 2021
El Jugador Francés del Año 2021 es una distinción otorgada por France Football que premia al mejor futbolista francés durante el año calendario 2021.
Esta es la 63 entrega del trofeo al mejor jugador francés.

## Premios

### Clasificación oficial 2021[3]
| #  | Jugador             | Club                      | Puntos |
| -- | ------------------- | ------------------------- | ------ |
| 1  | Karim Benzema       | Real Madrid C. F.         | 103    |
| 2  | Kylian Mbappé       | París Saint Germain F. C. | 83     |
| 3  | N'Golo Kanté        | Chelsea F. C.             | 50     |
| 4  | Mike Maignan        | Lille O. S. C A. C. Milan | 8      |
| 5  | Kingsley Coman      | Bayern de Múnich          | 7      |
| 6  | Dimitri Payet       | Olympique de Marsella     | 4      |
| 7  | Theo Hernández      | A. C. Milan               | 2      |
| 7  | Paul Pogba          | Manchester United F. C.   | 2      |
| 9  | Gaëtan Laborde      | Stade Rennes F. C.        | 1      |
| 9  | Christopher Nkunku  | R. B. Leipzig             | 1      |
|    |                     |                           |        |
| 11 | Jonathan Clauss     | R. C. Lens                | 0      |
| 11 | Lucas Hernández     | Bayern de Múnich          | 0      |
| 11 | Jules Koundé        | Sevilla F. C.             | 0      |
| 11 | Téji Savanier       | Montpeller H. S. C.       | 0      |
| 11 | Aurélien Tchouaméni | A. S. Monaco F. C.        | 0      |

No votó : 
Georges Bereta (ganador 1973 y 1974)
Jean-Marc Guillou (1975)
Michel Platini (1976 y 1977)
Didier Deschamps (1996)
Zinedine Zidane (1998 y 2002)
Franck Ribéry (2007, 2008, 2013)
Yoann Gourcuff (2009).